# Maurice Tourneur

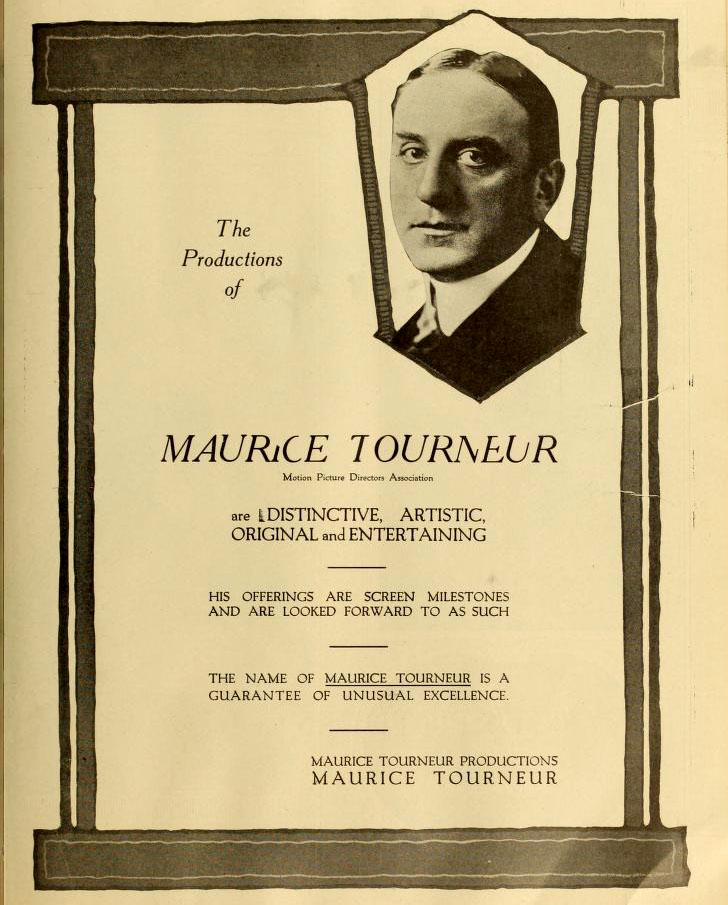
Reklam (1919).

Maurice Tourneur, ursprungligen Maurice Félix Thomas, född 2 februari 1873 i Paris, död 4 augusti 1961, var en fransk regissör och manusförfattare. Han var först gift med skådespelaren Fernande Petit, senare med Louise Lagrange och far till Jacques Tourneur.

## Regi (i urval)
- 1912 – Jean la Poudre
- 1919 – Victory
- 1920 – Blindskär
- 1935 – Königsmark
- 1948 – Impasse des deux anges

## Producent (i urval)
- 1919 – The White Heather
- 1921 – The Foolish Matrons
- 1943 – La Main du diable

## Filmmanus (i urval)
- 1912 – Le Friquet
- 1917 – TA Girl's Folly
- 1929 – Das Schiff der verlorenen Menschen
- 1933 – Les Deux orphelines